# Hiperdontia

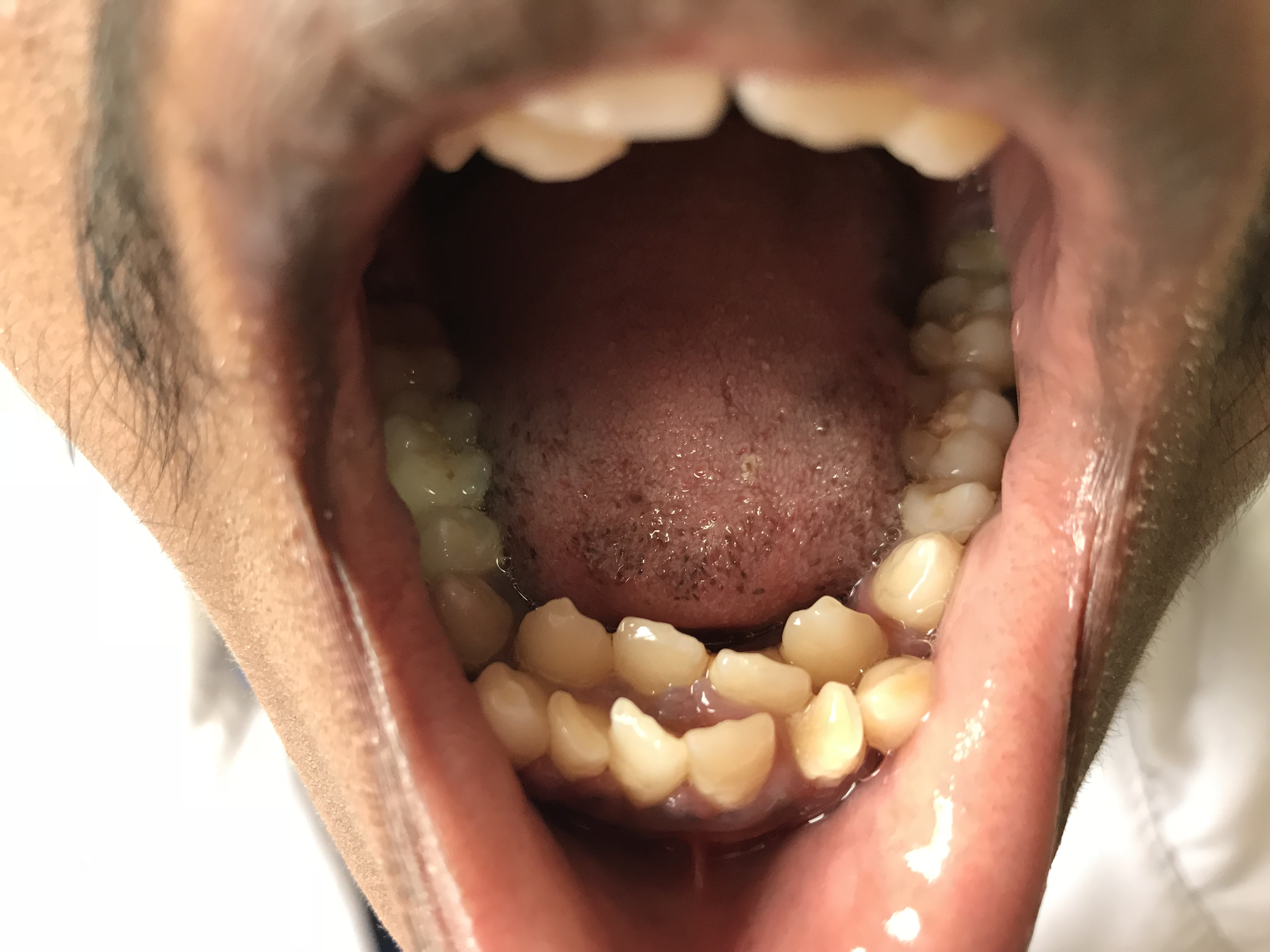
Pessoa com hiperdontia

Hiperdontia é o desenvolvimento de um número maior de dentes, e os dentes adicionais são chamados de supranumerários.
A prevalência de dentes supranumerários em caucasianos está entre 1% e 3%, com uma taxa levemente aumentada em populações asiáticas. Aproximadamente entre 76% e 86% de casos apresentam hiperdontia de um único dente, com dois dentes supranumerários vistos em menos de 1% dos casos.
A hiperdontia unitária ocorre mais frequentemente na dentição permanente e aproximadamente 90% dos casos na maxila, com forte predileção pela região anterior.
A região mais comum é a dos incisivos superiores, seguida pelos quartos molares superiores e quartos molares inferiores, pré-molares, caninos e incisivos laterais.
Ainda que dentes supranumerários possam ser bilaterais, a maioria ocorre unilateralmente.
Em contraste com a hipodontia unitária, supranumerários múltiplos com origem não-sindrômica ocorrem mais frequentemente na mandíbula. Esses dentes supranumerários múltiplos ocorrem 